# Landricourt (Aisne)
Landricourt ist eine französische Gemeinde mit 129 Einwohnern (Stand: 1. Januar 2022) im Département Aisne in der Region Hauts-de-France (bis 2015: Picardie). Sie gehört zum Arrondissement Laon, zum Kanton Vic-sur-Aisne und zum Gemeindeverband Communauté de communes Picardie des Châteaux.

## Geografie
Die Gemeinde Landricourt liegt am Westrand des Höhenzuges Chemin des Dames an der Ailette und dem parallel verlaufenden Oise-Aisne-Kanal, 16 Kilometer nördlich von Soissons und 21 Kilometer westlich von Laon. Nachbargemeinden von Landricourt sind Bassoles-Aulers im Norden, Quincy-Basse im Osten, Anizy-le-Château und Vauxaillon im Südosten, Leuilly-sous-Coucy im Südwesten sowie Jumencourt im Westen.

## Geschichte
Das Dorf wurde erstmals im elften Jahrhundert unter dem Namen Landrici curtis erwähnt.

### Bevölkerungsentwicklung
| Jahr                       | 1962 | 1968 | 1975 | 1982 | 1990 | 1999 | 2011 | 2022 |
| -------------------------- | ---- | ---- | ---- | ---- | ---- | ---- | ---- | ---- |
| Einwohner                  | 127  | 137  | 139  | 108  | 92   | 128  | 129  | 129  |
| Quellen: Cassini und INSEE |      |      |      |      |      |      |      |      |

## Sehenswürdigkeiten

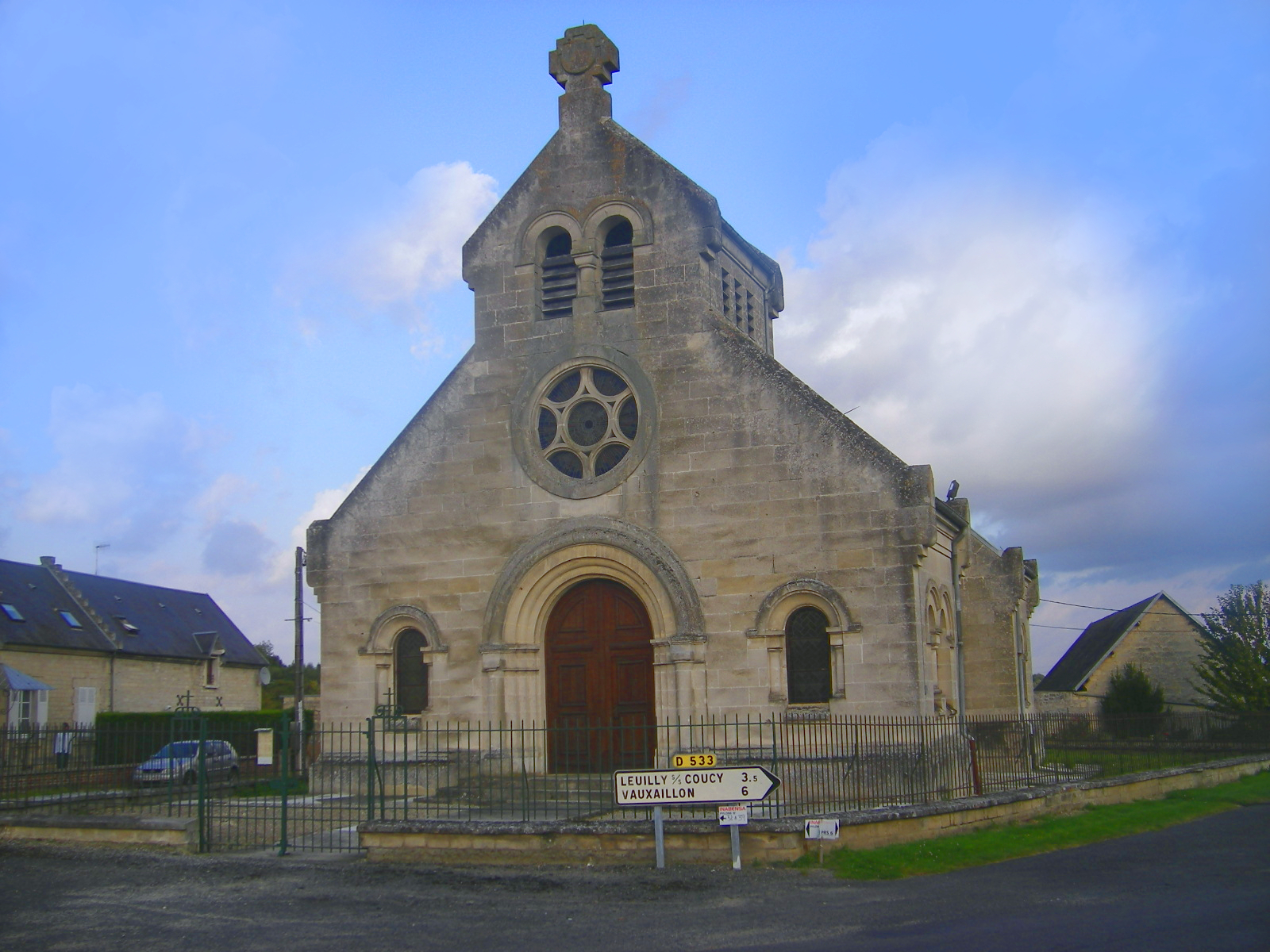
Kirche Saint-Martin
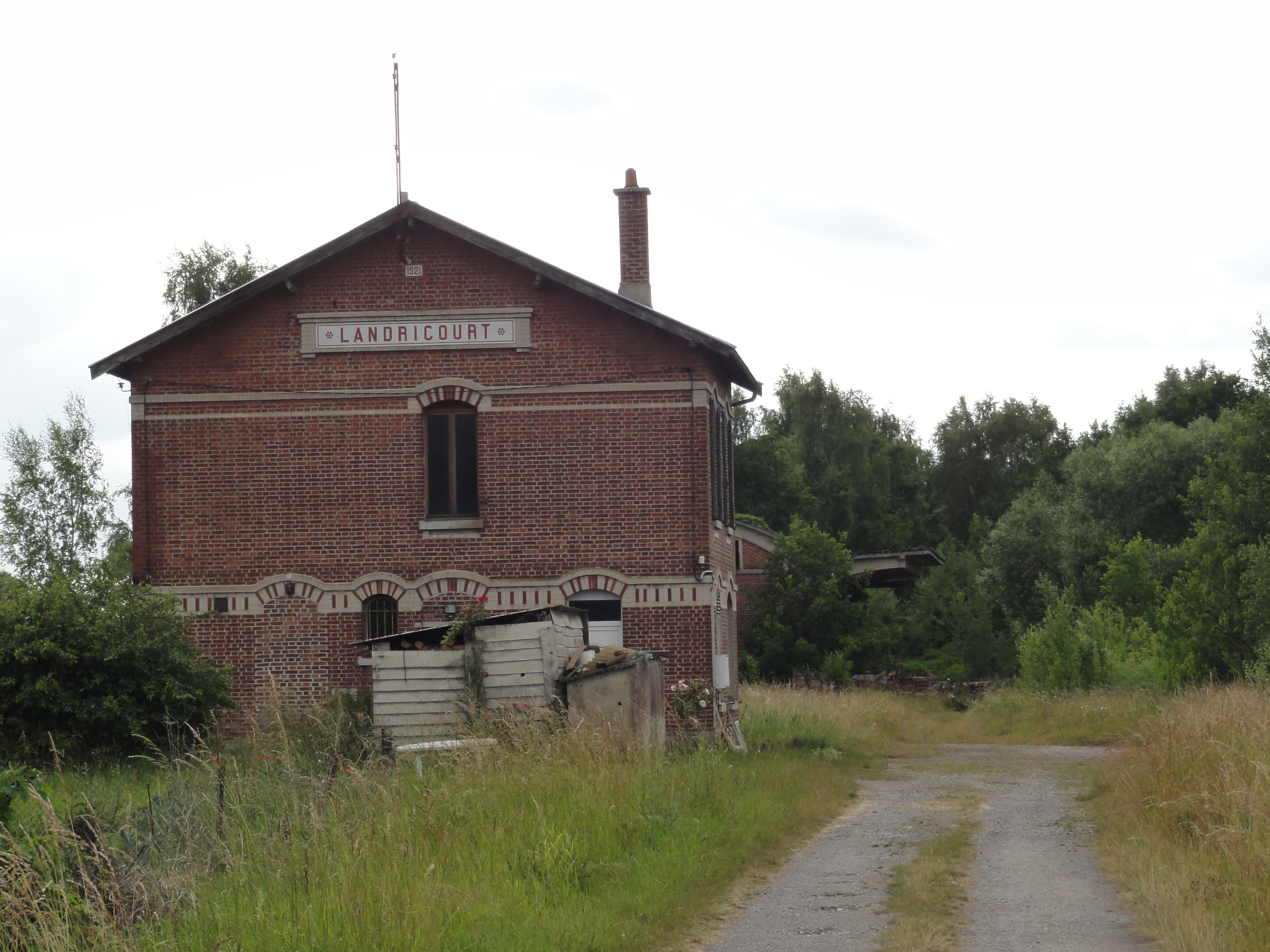
Altes Bahnhofsgebäude
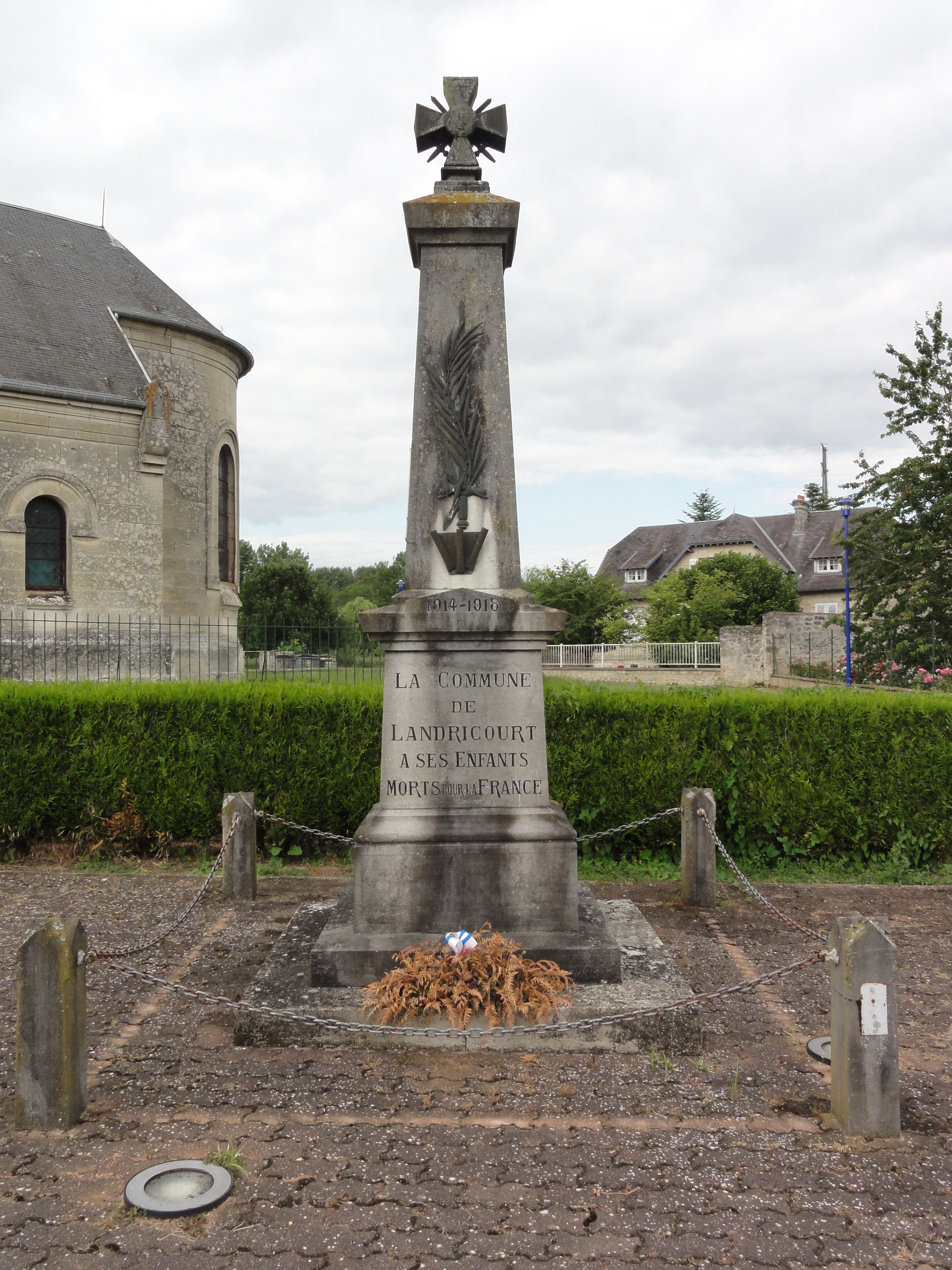
Gefallenendenkmal

- Alter Bahnhof von Landricourt

- Kirche Saint-Martin
- Altes Bahnhofsgebäude
- Gefallenendenkmal